# Père Tanguy
Julien François Tanguy, dit le père Tanguy, est un marchand de couleurs, né à Plédran en Bretagne, le 28 juin 1825 et mort à Paris, le 6 février 1894. Sa boutique située au no 14 de la rue Clauzel à Paris fut un lieu essentiel du développement de l'impressionnisme ; le père Tanguy comptant parmi les premiers collectionneurs et marchands de tableaux des peintres impressionnistes.

## Biographie
Julien Tanguy joue un rôle essentiel dans l'histoire de l'impressionnisme. D'abord ouvrier plâtrier, il devient charcutier après avoir épousé, à Saint-Brieuc, la charcutière Renée Briend originaire d'Hillion, le 23 avril 1855. En 1860, il monte à Paris et travaille aux Chemins de fer de l'Ouest. En 1865, il devient ouvrier broyeur de couleurs, puis marchand de couleurs, rue Clauzel. En 1868, il ouvre son propre commerce ambulant, vendant aussi bien à Barbizon qu'à Argenteuil, mais, dès 1870, il adjoint au commerce de matériel la vente de tableaux.

### La Commune de Paris
Membre de la Commune de Paris de 1871, Julien Tanguy est arrêté emprisonné au camp de Satory, puis déporté à Brest après être passé devant le conseil de guerre. Selon Émile Bernard, l'intervention du peintre académique et membre du conseil municipal de Paris, Félix Jobbé-Duval, leva la condamnation et lui permit de revenir à sa boutique, au 14, rue Clauzel ; selon Théodore Duret, Henri Rouart, collectionneur de tableaux, serait intervenu. Cette version est contestée ; les archives montrent que Tanguy effectua toute sa peine. Le père Tanguy resta toute sa vie un adepte de la Commune et des théories anarchistes qu'il partageait avec Pissarro.
Figure paternelle et bienveillante, le « père Tanguy » compte parmi ses clients le docteur Paul Gachet, les peintres Pissarro, Monet, Renoir, Gauguin, Guillaumin, Lautrec, Sisley, van Gogh et Vignon, dont il expose et vend les toiles. Les peintres et critiques intéressés par l'impressionnisme et surtout, plus tard, par les œuvres de Paul Cézanne, viennent voir ses collections dans l'arrière-boutique. C'est dans ce modeste lieu que se croiseront van Gogh et Cézanne ; Émile Bernard décrit la boutique de Tanguy comme un lieu de naissance du mouvement symboliste et, par extension, de l’école de Pont-Aven. En 1887, à la fermeture du café-restaurant Au Tambourin, il aidera l'ancienne propriétaire Agostina Segatori qui rencontrait des difficultés financières.
Il vend des couleurs aux artistes, en donne également, partageant à l'occasion son repas. Julien Tanguy reçoit aussi en dépôt des toiles qu'il est chargé de vendre.
À sa mort, ses collections sont vendues par ses amis, pour sa veuve, à l'hôtel Drouot, le 2 juin 1894. Octave Mirbeau rend hommage au père Tanguy dans L'Écho de Paris, le 13 février 1894.

## Les portraits
Le portrait du père Tanguy a été peint par de nombreux artistes impressionnistes, dont Claude Monet ou Émile Bernard. Parmi les portraits les plus fameux, on trouve ceux peints par Vincent van Gogh.

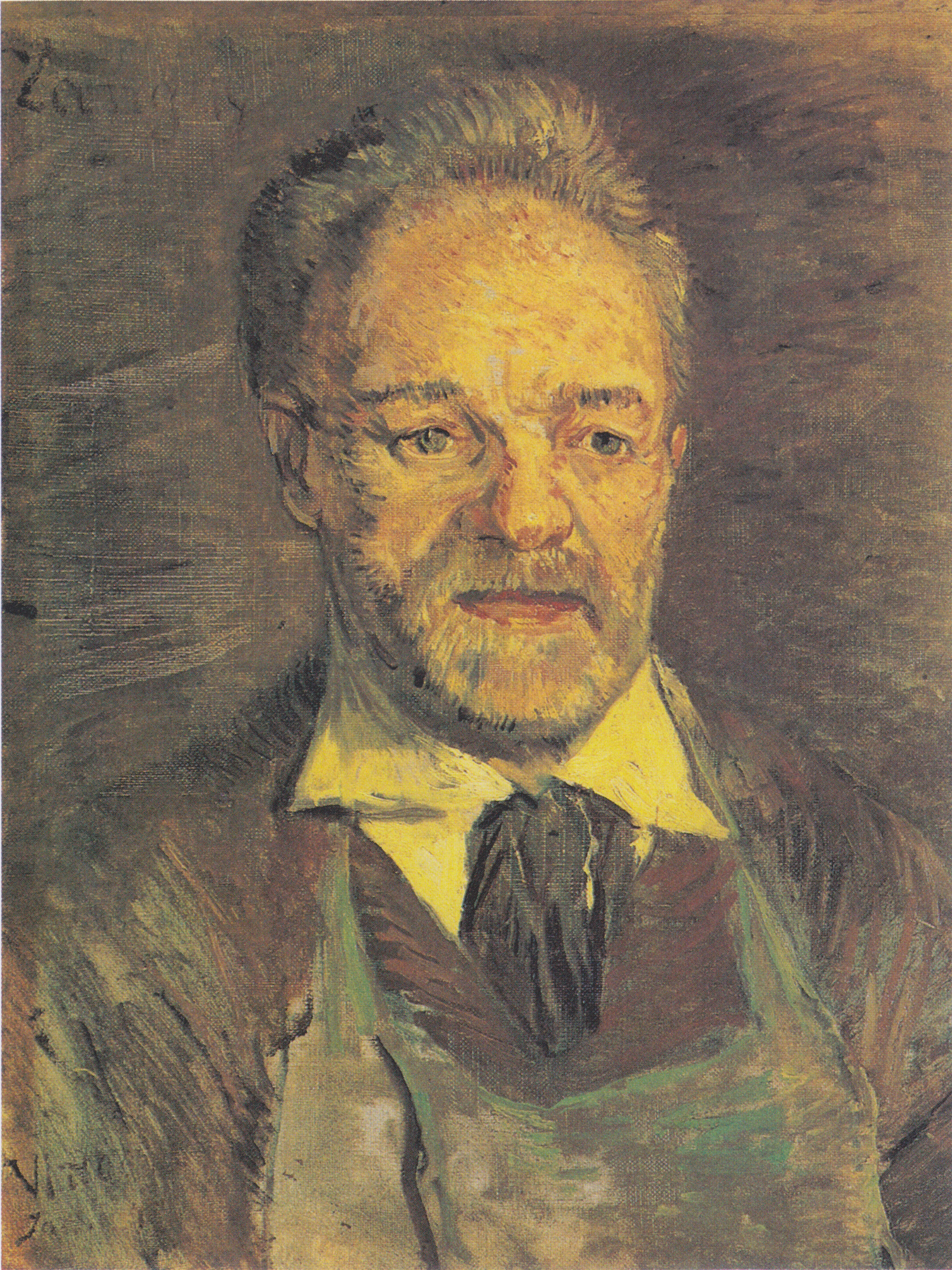
Vincent van Gogh, Le Père Tanguy (1887), Copenhague, Ny Carlsberg Glyptotek.
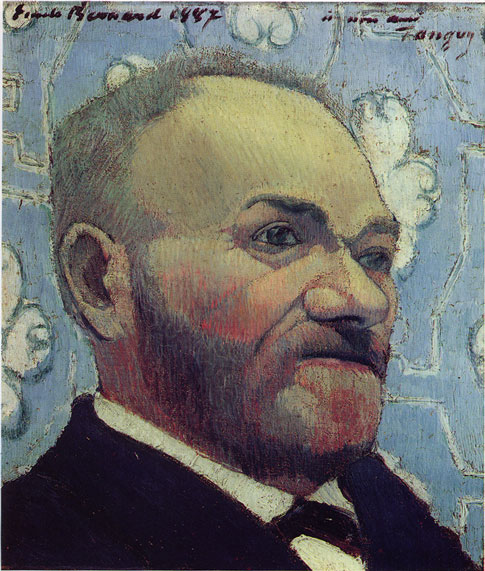
Émile Bernard, Portrait du Père Tanguy (1887), Bâle, Kunstmuseum.
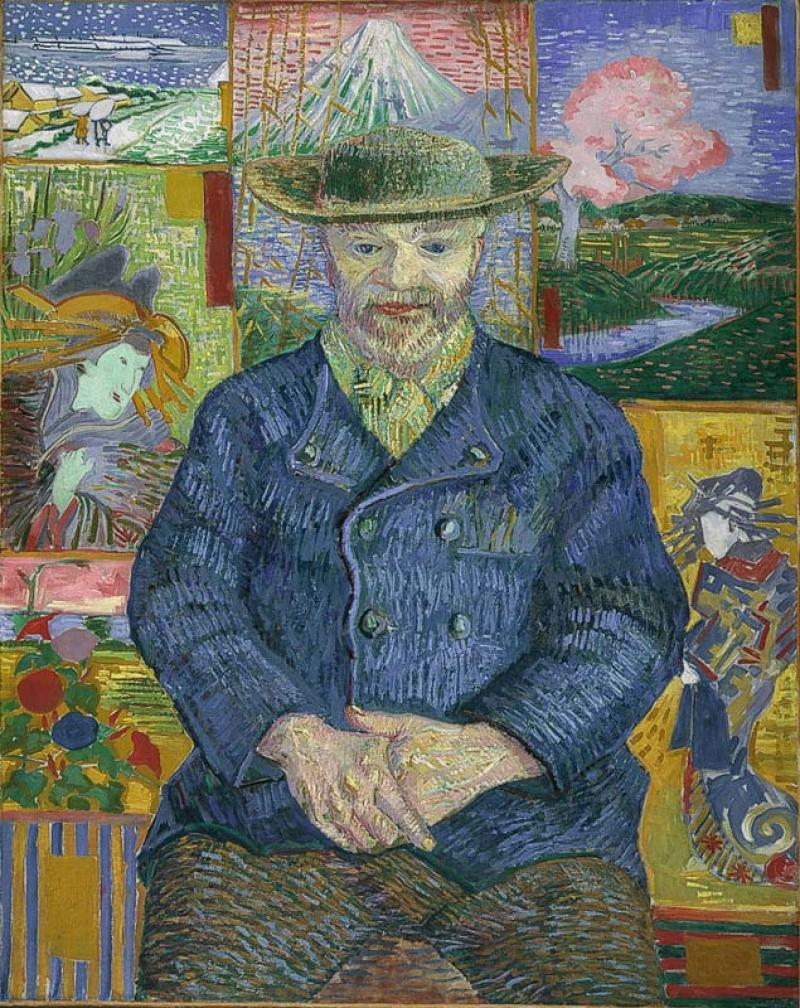
Vincent van Gogh, Le Père Tanguy (1887), Paris, Musée Rodin.
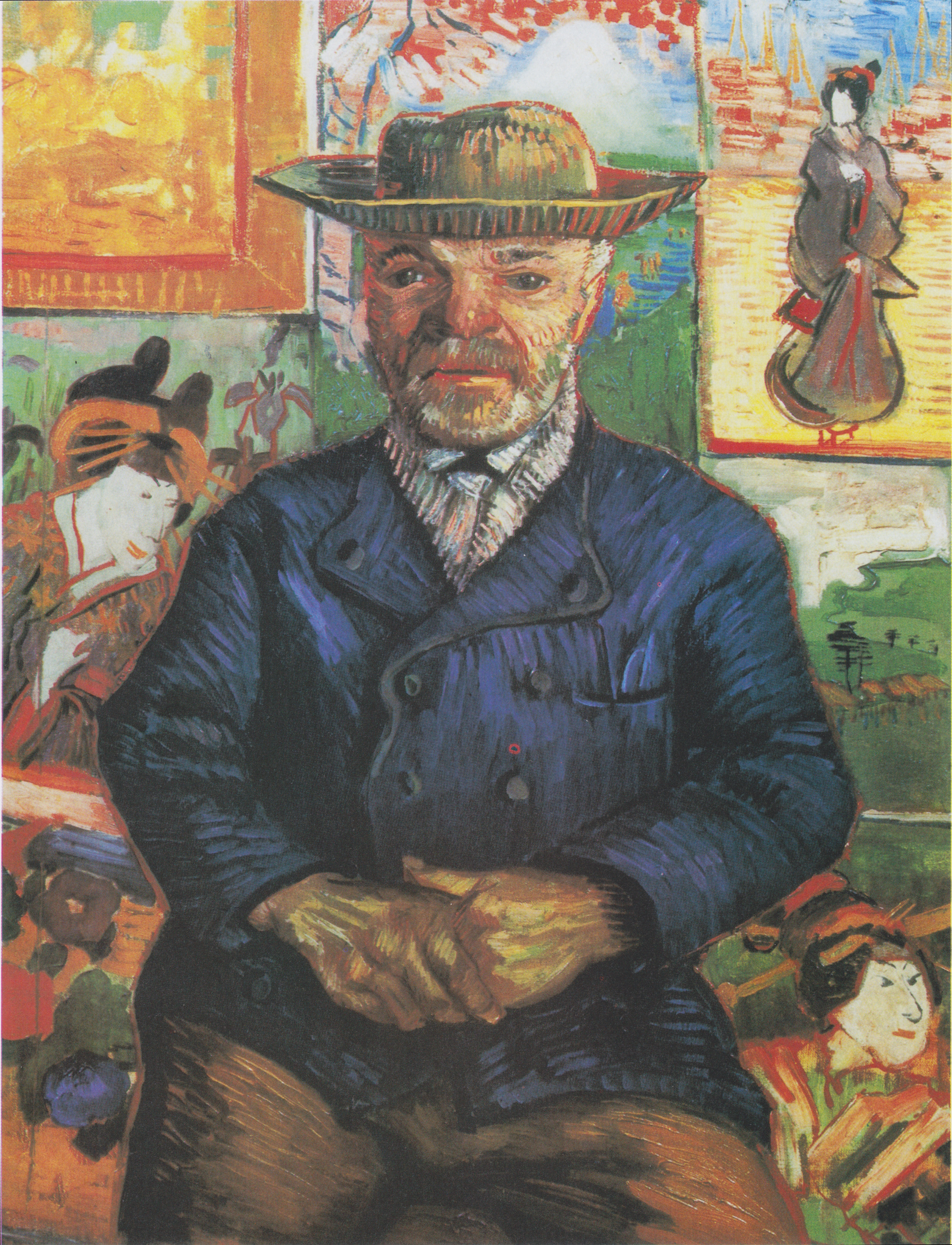
Vincent van Gogh, Portrait du Père Tanguy (1887), collection privée.